# とりビアー
株式会社とりビアーは、宮崎県都城市に本社を置き、「とりビアー」や「水炊き豊満」などの飲食店を運営している日本の企業。

## 概要
2008年に設立。翌2009年に首都圏へ進出。宮崎県産の若鶏を使用した鶏料理をメインとした「とりビアー」を中心に、水炊き専門店である「水炊き豊満」などの運営を行っている。「とりビアー」のキャッチコピーは「鶏とビールがうまい店」。
食材は、親会社であるエビス商事が加工を行った食材を、毎日宮崎県から東京へ空輸を行い、その食材を使用している。
2020年4月には、2019年に民事再生法の適用を受けた焼鳥店チェーンであるひびき（埼玉県川越市）の民事再生スポンサーとなり、ひびきの事業を譲受する受け皿会社として株式会社ひびき（新社、後の株式会社彩玉家）を設立。ひびき（新社）は2020年6月1日付で、株式会社ひびき（旧社、同年5月に株式会社HM管財へ商号変更）から事業を譲受した。

## 事業所
- 本社 - 宮崎県都城市豊満町980番地1
- 東京支社 - 東京都世田谷区太子堂4-29-13

## 店舗
首都圏や九州において、「とりビアー」「水炊き豊満」「居酒屋ぼっけもん」など23店舗を展開している。マレーシアやミャンマーにも出店している。